# Radiactividad natural

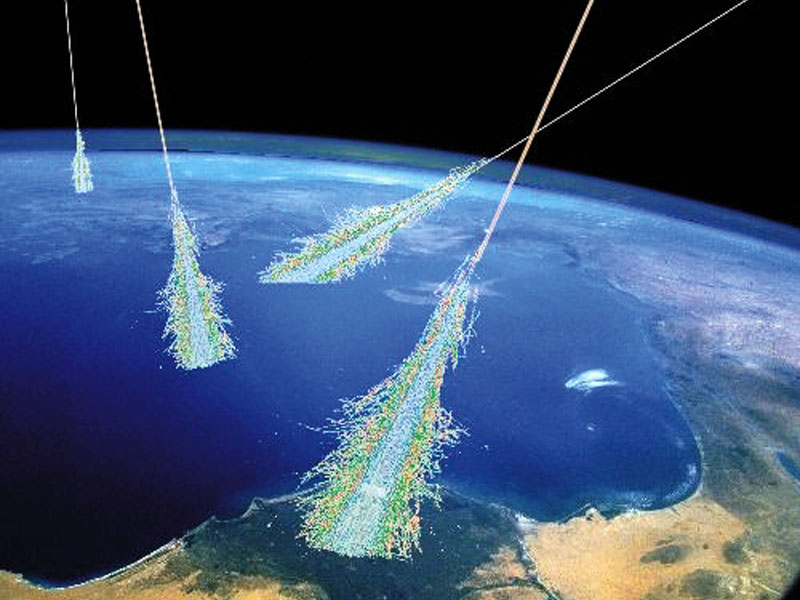
Rayos cósmicos

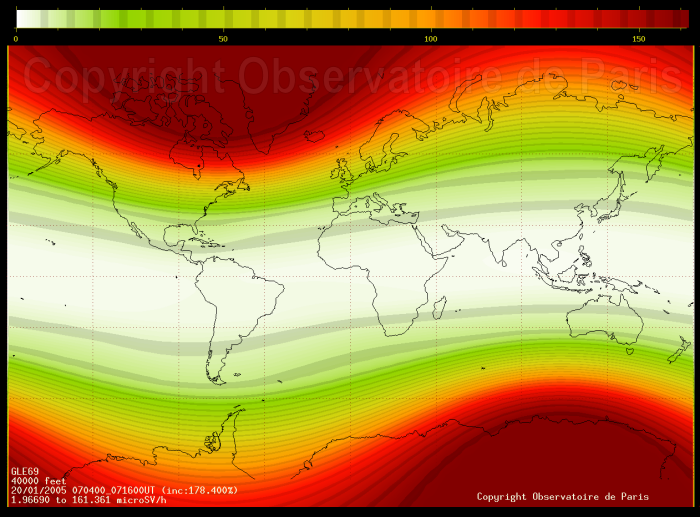
Radiación medida el 20 de enero de 2005 a 12 ㎞ de altitud en un rango desde los 2 (tono verde claro) a los 160 μSV/h (tono rojizo intenso).

Se denomina radiactividad natural a la radiactividad que existe en la naturaleza sin intervención humana.
Su descubridor fue Henri Becquerel, en 1896.
Puede provenir de dos fuentes:
1. Materiales radiactivos existentes en la Tierra desde su formación, los llamados primigenios.
2. Materiales radiactivos generados por interacción de rayos cósmicos con materiales de la Tierra que originalmente no eran radiactivos, los llamados cosmogénicos.

Adicionadas las radiaciones de rayos cósmicos -que provienen del exterior de la atmósfera- y las emitidas por estos materiales, constituyen la fuente de 80% de la dosis recibida por las personas en el mundo (en promedio). El resto lo provocan casi íntegramente los procedimientos médicos que utilizan radiaciones (diagnósticos por rayos X, TAC, etcétera).
La dosis media soportada por un ser humano es de 2,4 milisieverts (mSv) al año. Puede haber gran variabilidad entre dos ubicaciones concretas. De todas las fuentes de radiaciones ionizantes naturales (incluidos los rayos cósmicos), la proveniente del 222Rn equivale a aproximadamente la mitad de la dosis que reciben las personas.
| Radiación  | Radiación         | UNSCEAR          | UNSCEAR             | Princeton | MEXT  | |
| Tipo       | Origen            | Promedio mundial | Distribución típica | USA       | Japón | Nota |
| ---------- | ----------------- | ---------------- | ------------------- | --------- | ----- | --- |
| Natural    | Inhalación        | 1,26             | 0,2-10,0a           | 2,29      | 0,40  | Principalmente de radón. (a)Depende de acumulación de gas.                                                            |
| Natural    | Ingestión         | 0,29             | 0,2-1,0b            | 0,16      | 0,40  | Primordialmente de comida (K-40, C-14, etc.). (b)Depende de dieta.                                                    |
| Natural    | Terrestre         | 0,48             | 0,3-1,0c            | 0,19      | 0,40  | (c)Depende de tierra y de materiales de construcción.                                                                 |
| Natural    | Cósmico           | 0,39             | 0,3-1,0d            | 0,31      | 0,30  | (d)Desde el nivel del mar.                                                                                            |
| Natural    | Subtotal          | 2,40             | 1,0-13.0            | 2,95      | 1,50  | |
| Artificial | Médicas           | 0,60             | 0,03-2,0            | 3,00      | 2,30  | |
| Artificial | Ceniza radiactiva | 0,007            | 0 - 1+              | -         | 0,01  | Máximo en 1963 y pico en 1986. Todavía alto nivel en áreas contaminadas. Dato de ceniza en US está incluido en Otros. |
| Artificial | Otros             | 0,0052           | 0-20                | 0,25      | 0,001 | Exposición profesional promedio 0,7 mSv; alta en mineros; población cercana a centrales nucleares: 0,02 mSv.          |
| Artificial | Subtotal          | 0,61             | 0 a decenas         | 3,25      | 2,31  | |
| Total      | Total             | 3,01             | 1,0 a decenas       | 6,20      | 3,81  | |

Cifras previas a "Accidente nuclear de Fukushima I"
Valores de UNCEAR-Artificial desde reporte de Japan NIRS, el cual usó datos de UNCEAR.